# Campagnedek
Het campagnedek, ook wel geschreven als kampanjedek of kampagnedek, is het verhoogde dek van een zeilschip. Het schip wordt vanaf de campagne bestuurd.
Het campagne-achterdek was alleen toegankelijk voor de kapitein, zijn officieren en natuurlijk  de roerganger.
Deze term werd voor het eerst gebruikt in de Middeleeuwen en was in gebruik tot de zeilvaart in de 19e eeuw. Kogge-, karveel-, en kraakschepen hadden al in de Middeleeuwen een hoge voor- en achtercampagne. Vanaf de 17e eeuw verlaagde men de voorcampagnes om een beter zicht te hebben tijdens het varen. In de volgende eeuwen, verlaagde men het voorcampagnedek zodanig, dat het verdween en gelijk was met het middenschip. Alleen het achterschip bleef zijn verhoogde campagnedek behouden. Ook dat werd verlaagd in de loop van de volgende eeuwen. 
In de Gouden Eeuw, ten tijde van de Spaanse Armada's, waren de prachtige versierde spiegel en achterkastelen zo hoog, dat er verscheidene achtercampagnes in trapvorm waren. De schepen waren bij hoge zee en stevige wind topzwaar. Vanaf de 18e eeuw tot heden in de zeilvaart, zijn de verhoogde campagnedekken verdwenen. 

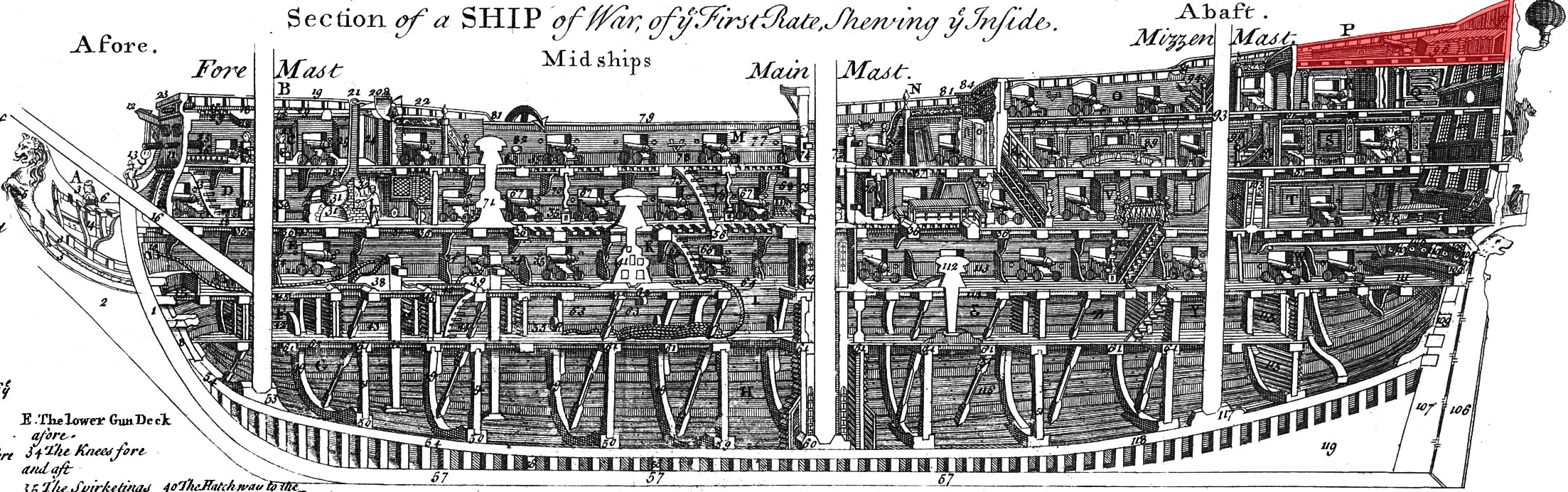
Kampanje (rood) in een langsdoorsnede van een linieschip.